# Trận Mons Badonicus
Trận Mons Badonicus (tiếng Anh: Mount Badon, Tiếng Wales: Mynydd Baddon) là một trận đánh giữa đội quân của người Briton và quân xâm lược Angles và Sachsen, không thể là diễn ra giữa các năm 490 và 517. Tuy trận này được tin là một sự kiện quân sự và chính trị tiêu biểu, không có sự xác định về niên đại, địa điểm và chi tiết của trận đánh. Trong thư tịch Historia Brittonum vào thế kỷ thứ IX, chiến thắng này được gán ghép cho vị vua-chiến binh Arthur và các sử liệu về sau đó cũng tán đồng, mặc dầu chỉ có một ghi chép gần như là đương thời của tác giả Gildas về Badon là không đề cập đến Arthur  và cũng không xác định rõ rệt thân thế của những người thắng trận.
Nằm trong 12 thắng lợi liên tiếp của ông, đại thắng ở núi Badonicus được xem là đỉnh cao sự nghiệp của vua Arthur huyền thoại - ông đã đánh tan nát quân Sachsen, tàn sát nhiều kẻ địch, chấm dứt thắng lợi cuộc kháng chiến của người Briton và mang lại cho vùng Anh 20 năm hòa bình - gọi là nền "thái bình Arthur". Ông trở thành một vị anh hùng vinh quang của dân tộc Briton.

## Địa điểm và ngày tháng: không xác định
Thư tịch cổ nhất đã đề cập đến trận Mons Badonicus là De Excidio et Conquestu Britanniae (Về Sự sụp đổ và cuộc Chinh phạt đảo Anh), do thầy tu Gildas viết vào giữa thế kỷ thứ VI. Gildas ghi nhận trận đánh đã kết thúc với 'một cuộc tàn sát lớn cuối cùng' của người Briton nhằm vào quân xâm lược Angles và Sachsen sau những tháng năm binh lửa ác liệt. Theo lời kể Gildas, trận Mons Badonicus có ý nghĩa là chấm dứt cuộc xâm lăng của người Angles-Sachsen cho đến thời điểm mà ông viết De Excidio et Conquestu Britanniae, tuy nhiên trận đánh ấy và những gì sau đó không thể đưa người Briton trở về những năm tháng huy hoàng xưa cũ của họ.
Gildas cũng cho biết trận chiến này ("obsessio"—một cuộc vây hãm) đã diễn ra trong năm sinh của ông, 44 năm trước khi ông viết tác phẩm. Điều này có thể đặt trận đánh vào một năm tháng nào đó từ cuối thế kỷ thứ V cho đến đầu thế kỷ thứ VI. Tuy nhiên, ông không hề nêu ra tên tuổi của các vị chỉ huy, và cũng không hề kể về địa điểm, diễn biến của trận chiến, hoặc là những người thắng trận. Nhìn chung, sự thầm lặng này là một nét đặc trưng của sử cũ của Gildas. Về sau này, các tác giả thời Trung Cổ thường gán ghép trận đánh này với Vua Arthur huyền thoại (xem thêm, "Nền tảng lịch sử cho Vua Arthur"); tuy nhiên, không có thư tịch nào được xác định ngày tháng rõ ràng trước sử liệu Historia Britonnum vào thế kỷ thứ IX đề cập đến vai trò của Arthur trong trận đánh. Theo sách Myths, scenes & worthies of Somerset của tác giả Charlotte Gilson Allen Boger, đại thắng ở núi Badonicus là đỉnh cao sự nghiệp của Arthur.
Một số học giả hiện đại cho rằng sử liệu của Gildas ngụ ý rằng Aurelius Ambrosius là thủ lĩnh của người Briton tại Badon. Chương 25 miêu tả Aurelius như là lãnh đạo của người Briton trong những đợt chạm trán ban đầu của họ với người Sachsen. Các phiên bản hiện đại của Gildas có một khoảng trống giữa chương này và chương sau, trong đó đề cập đến trận Mons Badonicus; người ta lý giải đây là hàm ý rằng thời gian đã trôi qua giữa Aurelius và chiến thắng cuối cùng tại Mons Badonicus. Tuy nhiên, khoảng trống ấy không hề tồn tại trong các bản viết tay; không có nó, hai chương này có thể được coi là hàm ý rằng chiến công tại Badon là một phần của các chiến dịch của Aurelius.

### Chiến địa
Người ta đã đặt nhiều giả thuyết về chiến địa của trận Mons Badonicus, phần lớn là ở nước Anh và xứ Wales ngày nay. (Để xem một loạt các địa điểm được nêu ra, xem bài Các địa điểm và vùng miền gắn liền với huyền thoại Arthur.) Những địa điểm này bao gồm:
- Lâu đài Liddington, phía trên ngôi làng Badbury (Tiếng Anh cổ: Baddan byrig) gần Swindon ở vùng đồi Marlborough dẫn đầu con đường Đông-Tây dọc theo hẻm The Ridgeway, nhờ đó quân Briton đẩy lùi cuộc xâm lược của quân Angles-Sachsen ở vùng thung lũng Thames và bảo hộ các thung lũng Avon và Severn.[11][12]
- Thành lũy trên đồi Badbury / Vành đai Badbury, một thành lũy trên đồi ở Dorset vào Thời kỳ đồ sắt.[13]
- Đồi Solsbury gần Bath, theo ghi chép của Geoffrey xứ Monmouth.[14] Bath được người Sachsen gọi là æt Bathum ("ở các phòng tắm"), Hatum Bathum (có thể hiểu là "các phòng tắm nóng bỏng"), Bathumtun, hoặc là Bathanceaster (trong đó ceaster bắt nguồn từ chữ castra, "trại" trong tiếng La Tinh). Có những ngọn đồi khác ở gần Bath, và chúng đều có thể là chiến trường của trận này. Từ "bath" là một từ tiếng German, nhưng "Badon" có lẽ là một cái tên kiểu Celt. Tên tiếng La Mã của Bath là Aquae Sulis, tuy nhiên khu vực này (và đồi Solsbury cận kề) đã có người sinh sống khoảng nghìn năm trước khi người La Mã đến đây.
- Buxton, một thị trấn nghỉ dưỡng và là nơi có một phòng tắm thời Cổ La Mã.[15]
- Đồi Bardon.[16]
- Đồi Bowden tại Linlithgow
- Đường dốc Bathampton[17]

Mọi địa điểm này đều là "sản phẩm" của các lý thuyết và suy đoán của giới học giả, dựa trên chứng tích nghèo nàn. Trận đánh này có lẽ đã diễn ra ở vùng ranh giới giữa các lãnh thổ của cư dân bản địa Briton và quân xâm lấn Angles-Sachsen, có lẽ là gần Wansdyke. Hoặc có lẽ là quân Angles-Sachsen đã thọc sâu vào lãnh thổ Anh để tiến chiếm cửa sông Severn và chia rẽ người Wales với người Briton ở hướng Tây Nam. Sử cũ của Gildas có ghi nhận: "Obsessionis Badonici montis", ta hiểu là người Angles-Sachsen đã tiến qua xa vào lãnh thổ của người Briton, thế rồi bị vây bọc và mắc bẫy trên một đỉnh đồi tại Cotswolds. Mục tiêu chiến lược của quân Sachsen cuối cùng đã hoàn thành sau trận Deorham vào năm 577.
Sử liệu Annales Cambriae, được tìm thấy trong bản Historia Brittonum đã được kiểm chứng lại trong bộ sưu tập Harleian, có mục từ viết về "trận Badon lần thứ hai" (bellum Badonis) bào năm 665. Tài liệu ấy kể về một trận giao chiến giữa hai Vương quốc vào thế kỷ thứ VII, các Vương quốc ấy chưa hề được xác định và không rõ trận đánh ấy đã được ghi nhận trong các bộ sử cũ khác của nước Anh hay là không. Có lẽ đây là "bản sao" của trận đánh thứ nhất, là hệ quả của một quá trình truyền miệng lâu dài làm cho thông tin bị khác đi.

### Liên hệ với truyền thuyết Arthur
Trong thế kỷ thứ IX, vua Arthur huyền thoại được xem là vị thủ lĩnh của người Briton thắng trận tại Mons Badonicus. Sử liệu cổ nhất đề cập đến thắng lợi của Arthur là Historia Brittonum vào thế kỷ thứ IX. Chương 56 kể rằng Arthur đã chiến thắng trong 12 trận đánh, và trận cuối cùng trong số đó đã diễn ra tại Mons Badonicus, nơi Arthur đơn thương độc mã giết 960 tên địch. Arthur còn được đề cập đến một tư liệu có vẻ là rất cổ khác, bộ Annales Cambriae. Trong phần viết về năm 516, Biên niên sử (Annales) này kể rằng trong cuộc chiến đấu tại Badon, Arthur đã mang "cây Thập tự của Đức Chúa Giê-su Ki-tô trên vai trong suốt ba ngày ba đêm…", và giành được chiến thắng. Trong thế kỷ thứ XII, Geoffrey xứ Monmouth cũng kế tục truyền thống đó bằng miêu tả về chiến thắng của Arthur ở Mons Badonicus trong bộ dã sử nổi tiếng của ông là Historia Regum Britanniae. Thế rồi, chiến tích của Arthur đã xuất hiện trong nhiều biên nên sử và truyện dân gian thời Trung Cổ.
Lý giải cho việc thư tịch cổ nhất của Gildas không đề cập đến Arthur có thể tìm thấy ngay từ thế kỷ thứ XII. Trong thế kỷ ấy, cuốn Cuộc đời của Gildas cho biết rằng thực chất Gildas đã viết rất nhiều Arthur, tuy dưng ông đã căm phẫn và "tẩy chay" Arthur sau khi vị vua này sát hại anh mình là Huail. Các tác giả hiện đại suy đoán rằng các chi tiết của trận đánh đã nổi tiếng đến mức mà Gildas có thể nghĩ rằng độc giả đã quá quen thuộc với chúng. Dù sao đi chăng nữa, các thư tịch Historia và Annales công lại đã được dùng làm minh chứng cho việc Arthur đã chinh chiến tại Badon. Trong thời kỳ hiện đại, cuốn The beloved St. Mungo, founder of Glasgow của tác giả Réginald B. Hale cũng ghi nhận là Arthur đã đánh tan nát quân Sachsen ở trận núi Badon, chấm dứt thắng lợi cuộc kháng chiến của người Briton và đem lại cho vùng Anh 20 năm yên bình - gọi là nền "thái bình Arthur".
Tuy nhiên, các học giả có đồng thuận rằng ghi chép trong Annales đã trực tiếp dựa trên Historia. Phần đó của Annales chỉ được tìm thấy trong các bản viết tay về sau này, và chủ yếu là dựa theo các sử liệu cổ hơn.

## Chiến quả
Mặc dù không rõ về ngày tháng, chiến địa và các phe tham chiến, người ta dám chắc là trận đánh này đã kết liễu cuộc xâm lược của người Angles-Sachsen trong vòng vài năm.

## Trận Badon lần thứ hai
Theo như Annales Cambriae, vào năm 665 có một trận đánh thứ hai tại Badon. Cũng theo sử liệu này, vào năm 665 người Angles-Sachsen đã cải sang Ki-tô giáo ("Lễ Phục sinh đầu tiên của dân Sachsen") và một "Morgan" nào đó bị chết. Dù chỉ được ghi chép rời rạc như vậy, có lẽ ba sự kiện này có liên hệ gì đó với nhau. Hoặc là, trận đánh này có lẽ là một "bản sao" của trận Badon lần thứ nhất, được truyền tụng theo một lối khác với nhiều chi tiết bị thay đổi.